# Bidarakere, Nagamangala
Bidarakere là một làng thuộc tehsil Nagamangala, huyện Mandya, bang Karnataka, Ấn Độ.